# Norma Rae
Norma Rae är en amerikansk dramafilm från 1979 i regi av Martin Ritt. Filmens manus som är skrivet av Harriet Frank, Jr. och Irving Ravetch och är baserat på Crystal Lee Suttons liv. Sutton var en fabriksarbetare som engagerade sig i facket och vars kamp skildrades i boken Crystal Lee, a Woman of Inheritance, skriven av journalisten Henry P. Leifermann. I huvudrollerna ses Sally Field, Beau Bridges och Ron Leibman.
Sally Field erhöll en Oscar i kategorin Bästa kvinnliga huvudroll vid Oscarsgalan 1980. Filmen vann även pris för Bästa sång och nominerades i ytterligare två kategorier. Vid Golden Globe-galan nominerades den som bästa dramafilm, och Sally Field prisades för bästa kvinnliga huvudroll. Vid Filmfestivalen i Cannes 1979 utsågs Field till Bästa kvinnliga skådespelare och filmen nominerades även till Guldpalmen.

## Rollista i urval
- Sally Field – Norma Rae Webster
- Beau Bridges – Sonny Webster
- Ron Leibman – Reuben Warshowsky
- Pat Hingle – Vernon
- Barbara Baxley – Leona
- Gail Strickland – Bonnie Mae
- Morgan Paull – Wayne Billings
- John Calvin – Ellis Harper
- Noble Willingham – Leroy Mason
- Grace Zabriskie – Linette Odum